# La via dei misteri
La via dei misteri è il secondo album della cantante italiana Rossana Casale, pubblicato nel 1986 dall'etichetta discografica Philips e distribuito dalla PolyGram.

## Il disco
L'album contiene fra i brani Nuova vita, con il quale l'artista vince il programma televisivo Premiatissima, e la cover del brano (Sittin' on) the Dock of the Bay di Otis Redding.
Nel 1987 il disco viene ripubblicato con l'inserimento di altre 2 tracce, per un totale di 12: i brani aggiunti sono Brividi (#6) e Destino (#7), rispettivamente partecipanti alle edizioni 1986 e 1987 del Festival di Sanremo.

## Tracce
Questa la tracklist della ristampa del 1987
1. Déjà vu
2. La via dei misteri
3. Petra
4. (Sittin' on) the Dock of the Bay
5. La via dei misteri (ripresa)
6. Brividi
7. Destino
8. Nuova vita
9. Tango
10. Ritorna tutto al tempo
11. Amnesia
12. Alla fine

## Formazione
- Rossana Casale – voce, cori
- Piero Gemelli – chitarra
- Claudio Guidetti – tastiera
- Beppe Gemelli – batteria
- Massimo Di Vecchio – tastiera
- Franco Cristaldi – basso
- Maurizio Fabrizio – tastiera
- Josè de Ribamar Papete – percussioni
- Cicci Santucci – flicorno
- Bruno De Filippi – armonica
- Betty Vittori, Marco Casale – cori